# Periscyphis lanzai
Periscyphis lanzai är en kräftdjursart som beskrevs av Franco Ferrara1973. Periscyphis lanzai ingår i släktet Periscyphis och familjen Eubelidae. Inga underarter finns listade i Catalogue of Life.